# Apol·lodor d'Acarnes
Apol·lodor d'Acarnes (en grec antic: Ἀπολλόδωρος), nascut a Acarnes, era fill del banquer Pasió d'Atenes, un banquer famós de l'Àtica.

## Biografia
Tenia vint-i-quatre anys quan el seu pare va morir, l'any 370 aC, i la seva mare es va casar amb Formió, un llibert del banquer. La mare va morir el 360 aC i va deixar un fill, Pasicles, sota la custòdia del pare.
Alguns anys després, al voltant del 350 aC, quan Apol·lodor era arcont epònim d'Atenes, va iniciar un judici contra Formió, el seu padrastre. Va ser defensat per Demòstenes amb un discurs que encara es conserva (Ὑπὲρ Φορμίωνος παραγραφή). Quan Apol·lodor va atacar més endavant els testimonis que havien donat suport a Formió, Demòstenes li va escriure els dos discursos que també es conserven, amb el títol de Περὶ τοῦ Στεφάνου τῆς τριηραρχίας. Apol·lodor es va veure implicat en altres judicis molt importants, per a la majoria dels quals Demòstenes li va escriure les defenses. Molts d'aquests discursos es conserven en el corpus d'obres de Demòstenes. encara que alguns d'aquests es considera que són del mateix Apol·lodor o, en tot cas, d'un Pseudo-Demòstenes.
L'últim discurs que se li atribueix a Apol·lodor és Κατὰ Νεαίρας, que potser es pot datar l'any 340 aC, quan ell tenia cinquanta-quatre anys i va fer d'advocat en aquest judici. El cas gira en entorn de l'acusació de Neera, una estrangera que es casà amb un atenès i feia passar els seus fills per atenesos, quan era conditio sine qua non per a la ciutadania atenesa que ambdós progenitors fossin nascuts a Atenes. El discurs aprofundeix molt en la vida de Neera i, per això, es tracta d'una de les fonts més valuoses per als historiadors a l'hora de conèixer com era la vida per a les dones a Atenes durant l'època clàssica. A més, també dona molta informació sobre la condició d'una hetera consumada, essent també una gran font per a l'estudi de la prostitució en l'antiguitat.

## Traduccions al català
- Judici a una meuca. (Contra Neera). Traducció de Maria Rosa Llabrés Ripoll. Adesiara editorial, Martorell, 2016.